# Matteo Coppini
Matteo Coppini (5 maggio 1989) è un calciatore sammarinese, centrocampista dell'Amerina.

## Carriera
Nella sua carriera ha militato nella Narnese, nell'Atletico Montecchio, nel Campitello e per poco tempo nello Strettura 97 Spoleto.
Attualmente milita in promozione umbra nell'Amerina.

### Nazionale
Conta 12 presenze con la Nazionale sammarinese.